# Gabriele Cattani
| Entdeckte Asteroiden: 16       | Entdeckte Asteroiden: 16 | Entdeckte Asteroiden: 16 |
| ------------------------------ | ------------------------ | ------------------------ |
| Nummer und Name                | Entdeckungsdatum         |                          |
| (8051) Pistoria                | 13. August 1997          |                          |
| (11625) Francelinda            | 20. Oktober 1996         |                          |
| (12840) Paolaferrari           | 6. April 1997            |                          |
| (13200) Romagnani              | 13. März 1997            |                          |
| (14486) Tuscia                 | 4. Oktober 1994          |                          |
| (14964) Robertobacci           | 2. November 1996         |                          |
| (16683) Alepieri               | 3. Mai 1994              |                          |
| (23547) Tognelli               | 17. Februar 1994         |                          |
| (27917) Edoardo                | 6. November 1996         |                          |
| (29443) Remocorti              | 13. Juli 1997            |                          |
| (33010) Enricoprosperi         | 11. März 1997            |                          |
| (39748) Guccini                | 28. Januar 1997          |                          |
| (42523) Ragazzileonardo        | 6. März 1994             |                          |
| (79212) 1994 ET                | 6. März 1994             |                          |
| (85439) 1997 EP40              | 13. März 1997            |                          |
| (152583) 1994 TF               | 4. Oktober 1994          |                          |
| alle zusammen mit Luciano Tesi |                          |                          |

Gabriele Cattani ist ein italienischer Astronom und Asteroidenentdecker.
Zusammen mit Luciano Tesi entdeckte er am Osservatorio Astronomico della Montagna Pistoiese zwischen 1994 und 1997 insgesamt 17 Asteroiden.